# به من بگو دوستم داری
به من بگو دوستم داری (انگلیسی: Tell Me You Love Me) ششمین آلبوم استودیویی از خواننده آمریکایی دمی لواتو است که در سپتامبر ۲۰۱۷ منتشر شد.